# Пивара Крушовице
Пивара Крушовице је једна од најстаријих пивара у Чешкој, која је основана 1517. године на основу уговора Светог Вацлава.  Пивара се налази у селу Крушовице. Тренутно припада акционарском друштву Královský pivovar Krušovice a.s, које производи пиво типа Крушовице пилснер. Пивара је део мултинационалне компаније Heineken од 2008.

## Историја пиваре
Пивара Крушовице је основана на основу Свето-Вацлавског уговора из 1517. чиме је племство давало право да праве пиво на својим имањима. Тачан датум оснивања пиваре је непознат и лежи негде између 1517. и 1581. године. Прво конкретно помињање потиче из 1581, када је пивара понуђена цару Рудолфу. У то време пивара се састојала од ферментационог погона и шест пивских подрума, две хмељнице, два млина и пивнице. Две године касније, пивара је заправо прешла у власништво круне након куповине 1583. Император је дао доставити и крушовичко пиво у Прашки замак, што је, уосталом, остало у традицији до данас, па отуда потиче и назив краљевска пивара.
1685. пивару је преузео Арношт Јосеф од Валдштејна . Дао је изградити нову сладаницу и млин. После Валдштејнове смрти 1733. године властелинство и пивара Крушовице прешли су у мираз кћерке Марије на имање кнезова од Фурстенберка. Фурстенберкови су изградили нову парну машину и обновили сушару за слад и жито, пивару и хладњачу.
Захваљујући својој локацији у близини трговачких путева до Прага и доступност домаћих сировина од јечма, хмеља и добре кипуће воде из пиваре Кривоклатске лес се развила веома повољно.
После Другог светског рата, пивара је била национализована по Бенешевим декретима. Године 1991. пивара је поново постала независна, али је за сада остала власништво државе.
Пивара Крушовице је 1. јануара 1992. године трансформисана у акционарско друштво и исте године постављена је прва линија за пуњење у бачвама. Поред тога, почео је извоз пива у САД и Велику Британију.
У јуну 2007. власник Radeberger Gruppe продао је пивару Heineken-у,  али је продаја под именом Крушовице за немачко тржиште остала.